# Oster (Manhay)
Pour les articles homonymes, voir Oster (homonymie).
Ne doit pas être confondu avec Oster (Érezée).
Oster est un hameau belge de la commune de Manhay située dans le nord de la province de Luxembourg.
Avant la fusion des communes de 1977, ce hameau faisait partie de la commune de Grandmenil.

## Situation et description
Ce hameau ardennais se trouve sur le versant oriental et la rive gauche du ruisseau de la Bofa, affluent de l'Aisne. Il avoisine le hameau de Lafosse situé sur le versant opposé du ruisseau de la Bofa. Manhay se trouve à 2,5 km au nord-est.
La chapelle principale bâtie en moellons de grès date de 1859. Oster compte aussi trois autres petites chapelles placées à différents carrefours.

## Activités
Oster en fête se déroule le deuxième week-end de juillet. Du vendredi au dimanche, diverses activités sportives (joggings, marches) et récréatives sont organisées.
La brasserie d'Oster est une micro-brasserie produisant trois bières : l'Oster Blonde, la Dark Oster et l'Oster Vienna.

## Sources et liens externes
- Site de la commune de Manhay